# Odznaka Turystyczno-Krajoznawcza PTTK „Znam Parki Narodowe”
Odznaka Turystyczno-Krajoznawcza PTTK „Znam Parki Narodowe” (w skrócie OTK ZPN) – odznaka ustanowiona w 2006 roku i nadawana przez Oddział Wolski PTTK im. gen. Józefa Sowińskiego w Warszawie w celu zachęcenia społeczeństwa do uprawiania turystyki pieszej i rowerowej podczas zwiedzania polskich parków narodowych, poznawania kraju ojczystego, jego historii, kultury i tradycji, współczesnego dorobku oraz piękna krajobrazu i przyrody.

## Stopnie odznaki
Odznaka posiada cztery stopnie, które można uzyskać jedynie w podanej kolejności:
- popularna
- brązowa
- srebrna
- złota

## Warunki zdobywania
O odznakę może ubiegać się każdy kto ukończył 7 lat, również nie będąc członkiem PTTK. Podstawą przyznania odznaki jest zdobycie ustalonej dla danego stopnia odznaki liczby punktów oraz spełnienie warunków dodatkowych określonych regulaminem. Punkty na OTK ZPN można zdobywać w czasie wycieczek pieszych (nizinnych i górskich) oraz kolarskich po znakowanych szlakach turystycznych, tylko na terenie 23. parków narodowych w Polsce, przestrzegając zasad korzystania z terenu parków, określonych regulaminami wydawanymi przez dyrekcje parków. Odznakę zdobywa się zwiedzając określoną w regulaminie liczbę parków narodowych i obiektów położonych na ich terenie (wraz z otuliną), uczestnicząc w indywidualnych wędrówkach oraz zbiorowych imprezach turystyczno-krajoznawczych.
Wymagane do zwiedzenia miejsca i obiekty podzielono na 6 grup: parki narodowe, muzea przyrodnicze, obszary ochrony ścisłej, ścieżki dydaktyczne i przyrodnicze, pomniki przyrody oraz obiekty krajoznawcze (zabytki, pomniki, kapliczki, krzyże przydrożne, cmentarze, leśniczówki, jaskinie, schroniska i szczyty górskie, tereny bitew, miejsca pamięci narodowej, wystawy i punkty widokowe).
Do regulaminu odznaki został dołączony wykaz parków narodowych w Polsce oraz muzeów przyrodniczych położonych na ich terenie.
Warunkiem dodatkowym zdobycia OTK ZPN jest uzyskanie odpowiedniej liczby punktów za przejścia piesze lub podczas wycieczek rowerowych. Punkty zaliczane będą według regulaminów odznak turystyki kwalifikowanej (do wyboru OTP, GOT, KOT). Nie będą natomiast zaliczane na odznakę dodatkowe punkty za zwiedzanie miejscowości i obiektów przewidziane ww. regulaminami.
Autorem regulaminu OTK ZPN oraz wszystkich wizerunków graficznych odznaki jest Roman Henryk Orlicz – Instruktor Krajoznawstwa Polski (IKP).